# آلبرخت فلهلم غوت
آلْبْرِخْت ڤِلهلم غُوت (1757-1834) (بالإنجليزية: Albrecht Wilhelm Roth)‏ هو عالم نبات ألماني.